# Mygalarachne
Mygalarachne is een geslacht van spinnen uit de familie vogelspinnen (Theraphosidae).

## Soorten
De volgende soorten zijn bij het geslacht ingedeeld:
- Mygalarachne brevipes Ausserer, 1871 *